# Aganainae
Aganainae is een onderfamilie van vlinders van de familie uilen (Noctuidae).

## Geslachten
- Agape Felder, 1874
- Asota  Hübner, 1819
- Digama Moore, 1860
- Euplocia  Hübner, 1819
- Neochera  Hübner, 1819
- Peridrome Walker, 1854
- Phaegorista Boisduval, 1836
- Soloe Walker, 1854
- Soloella Gaede, 1926